# Demografía de Sudáfrica
La demografía de Sudáfrica se dividía hasta 1991, Sudáfrica dividía por ley a la población según criterios racistas en cuatro grupos: negros (africanos), blancos (europeos), mestizos (coloured) y asiáticos (indostaníes). Aunque se ha abolido esta ley, muchos sudafricanos siguen identificando a los demás y a sí mismos con estas categorías raciales. Los africanos negros comprenden al 2019 cerca del 86 % de la población y se dividen a su vez en 10 distintos grupos étnicos. Los blancos comprenden cerca del 7.2 % de la población. Descienden sobre todo de los colonos holandeses, hugonotes franceses, británicos y de Francia que llegaron a la región del Cabo desde mediados del siglo XVII. Los mestizos (8.5%) llamados coloureds son descendientes de uniones de los colonizadores europeos con esclavos de orígenes diversos bosquimanos, malayos (6 % de los coloureds, musulmanes), malgache o africanos procedentes de otras zonas de África. La mayoría de asiáticos desciende de trabajadores indios (91 % de la comunidad asiática) que llegaron a Sudáfrica desde mediados del s XIX para trabajar en las plantaciones de azúcar del Natal. Constituyen cerca de 2 % de la población y están concentrados en la provincia de KwaZulu-Natal.

## Perfil demográfico
La población joven de Sudáfrica representa el 32.3 por ciento del total, la tasa global de fecundidad (TGF) del país ha disminuido drásticamente, pasando de unos 6 hijos por mujer en la década de 1960 a aproximadamente 2,2 en 2014. Este patrón es similar a las tendencias de fertilidad en el sur de Asia, Oriente Medio y el norte de África, y diferencia a Sudáfrica del resto del África subsahariana, donde la TGF media sigue siendo más alta que en otras regiones del mundo. En la actualidad, el número de mujeres en edad reproductiva de Sudáfrica es cada vez menor, ya que las mujeres aumentan su nivel educativo.
Aunque la proporción de sudafricanos en edad de trabajar ha crecido en relación con los niños y los ancianos, Sudáfrica no ha podido lograr un dividendo demográfico porque el alto y persistente desempleo y la prevalencia del VIH/SIDA han creado una población dependiente mayor de lo normal. El VIH/SIDA también fue responsable de que la esperanza de vida media de Sudáfrica se desplomara a menos de 43 años en 2008; en 2017 se ha recuperado hasta los 63 años. El VIH/SIDA sigue siendo una grave amenaza para la salud pública, siendo uno de los países más afectados por la enfermedad aunque las campañas de concienciación y la mayor disponibilidad de medicamentos antirretrovirales están estabilizando el número de nuevos casos.
La migración a Sudáfrica comenzó en la segunda mitad del siglo XVII, cuando los comerciantes de la Compañía Holandesa de las Indias Orientales se instalaron en el Cabo y empezaron a utilizar esclavos del sur y el sureste de Asia (principalmente de la India, pero también de las actuales Indonesia, Bangladés, Sri Lanka y Malasia) y del sureste de África (Madagascar y Mozambique) como trabajadores agrícolas y, en menor medida, como empleados domésticos. El subcontinente indio siguió siendo la principal fuente de esclavos de la Colonia del Cabo a principios del siglo XVIII, mientras que los esclavos se obtenían cada vez más del sudeste de África en la última parte del siglo XVIII y en el siglo XIX bajo el dominio británico.

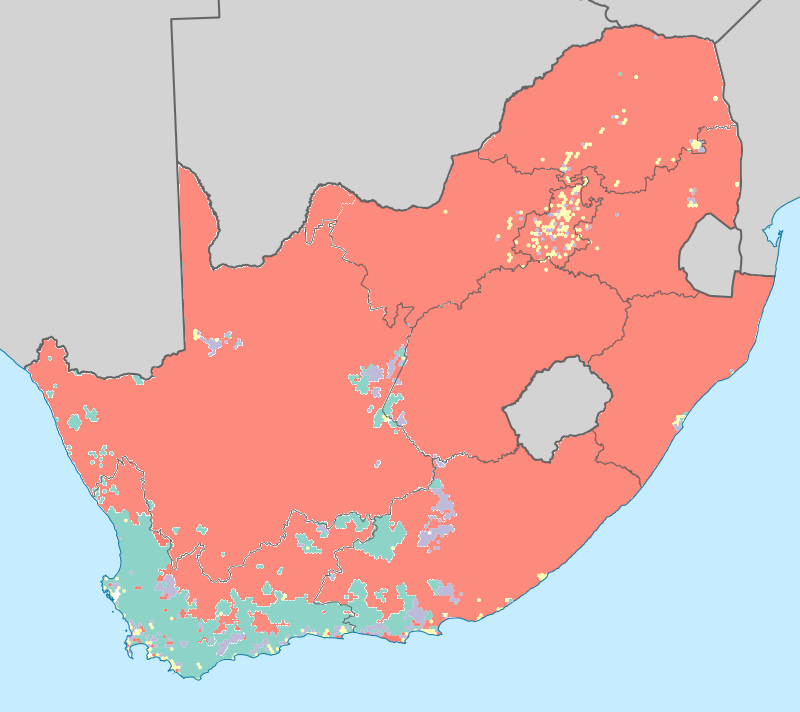
Grupo étnico predominante en el censo de 2021.
Negros
Mestizos (coloured)
Blancos
Asiáticos
Sin predominio

Tras la abolición total de la esclavitud en el Imperio Británico en 1838, los colonos sudafricanos recurrieron a los inmigrantes africanos temporales y a la mano de obra en régimen de servidumbre mediante acuerdos con la India y, posteriormente, con China. De los más de 150.000 trabajadores indios contratados para trabajar en las plantaciones de azúcar de Natal entre 1860 y 1911.
Debido al creciente resentimiento hacia los trabajadores indios, los 63.000 trabajadores chinos contratados para extraer oro en Transvaal entre 1904 y 1911 tenían contratos más restrictivos y, por lo general, se veían obligados a regresar a su tierra natal.
A finales del siglo XIX y durante casi todo el siglo XX, las entonces colonias británicas y los estados holandeses de Sudáfrica aplicaron políticas de inmigración selectiva que acogían a los europeos blancos "asimilables" como residentes permanentes, pero excluían o restringían a otros inmigrantes. Después de que la Unión Sudafricana aprobara en 1913 una ley que prohibía los inmigrantes asiáticos y otros no blancos, y de que eliminara el sistema de contratos de trabajo en 1917, los trabajadores africanos temporales contratados de los países vecinos se convirtieron en la principal fuente de trabajo en las florecientes industrias mineras. Otros trabajaban en la agricultura y, en menor número, en la industria manufacturera, el servicio doméstico, el transporte y la construcción. A lo largo del siglo XX, al menos el 40 % de los mineros sudafricanos eran extranjeros; las cifras alcanzaron un máximo del 80 % a finales de la década de 1960. Mozambique, Lesoto, Botsuana y Esuatini eran las principales fuentes de mineros, y Malawi y Zimbabue eran proveedores periódicos.
Bajo el apartheid, una política migratoria de "dos puertas" se centró en la vigilancia y la deportación de los inmigrantes ilegales, en lugar de gestionar la migración para satisfacer las necesidades de desarrollo de Sudáfrica. La excluyente Ley de Control de Extranjeros de 1991 limitaba la contratación de mano de obra a los altamente cualificados según la definición de la minoría blanca gobernante, mientras que los acuerdos laborales bilaterales proporcionaban exenciones que permitían a la influyente industria minera y, en menor medida, a las granjas comerciales, contratar a trabajadores temporales y mal pagados de los estados vecinos. A menudo se permitía tácitamente a los inmigrantes africanos ilegales trabajar por un salario bajo en otros sectores, pero siempre bajo la amenaza de la deportación.
La abolición del apartheid en 1994 condujo al desarrollo de una nueva identidad nacional inclusiva y al fortalecimiento de la restrictiva política de inmigración del país. A pesar del enfoque proteccionista de Sudáfrica respecto a la inmigración, la reducción y el cierre de las minas y el aumento del desempleo, cada vez menos inmigrantes laborales africanos obtuvieron permisos de trabajo temporales y, en cambio, entraron en Sudáfrica con permisos de visitante o vinieron ilegalmente, lo que impulsó el crecimiento del comercio transfronterizo y el mercado de trabajo informal. En las dos últimas décadas también ha llegado una nueva oleada de inmigrantes asiáticos, muchos de los cuales dirigen pequeños negocios minoristas.[cita requerida]
En el periodo posterior al apartheid, un número cada vez mayor de trabajadores blancos altamente cualificados emigraron. La Ley de Inmigración de 2002 y sus posteriores enmiendas pretendían facilitar la migración temporal de mano de obra extranjera cualificada para cubrir la escasez de mano de obra, pero en su lugar la legislación sigue creando obstáculos normativos. Aunque el sistema educativo ha mejorado[cita requerida] y la fuga de cerebros se ha ralentizado tras la crisis financiera mundial de 2008, Sudáfrica sigue enfrentándose a la escasez de personal cualificado en varios sectores clave, como la sanidad y la tecnología.
Desde la creación de la Unión Sudafricana la población blanca conformo la primera minoría demográfica frente a una mayoría negra, siendo desplazada como segunda minoría por los coloured en el siglo XXI según los resultados reflejados en el censo de 2021. Entre los refugiados se encuentran unos 350.000 mozambiqueños durante la guerra civil de los años 80 y, más recientemente, varios miles de somalíes, congoleños y etíopes. Casi todas las decenas de miles de zimbabuenses que han solicitado asilo en Sudáfrica han sido catalogados como migrantes económicos y se les ha denegado el refugio.
Para el año 2024 el centro de estadísticas de Sudáfrica estimaba la población total en 63.015.000 personas, con un 81.7 por ciento de población negra, un 8,5 por ciento de coloured - nombre dado a los mestizos- un 7,2 por ciento de población blanca y un 2,6 de población indio/asiática.

## Evolución demográfica

Demografía de Sudáfrica, Datos de la FAO, año 2005, Número de habitantes en miles.

- Demografía de Sudáfrica, Datos de la FAO, año 2005, Número de habitantes en miles.1828-250 mil habitantes del Imperio Zulú y 50 mil soldados del rey Shaka, lo que significó una caída demográfica.
- 1860- 1,1 millones .
- 1880- 2,4 millones(desde es fecha hasta 1920 llegan 1 millón de europeos y otro millón de asiáticos).
- 1890- 3 millones.
- 1895- 4,9 mill.
- 1900- 5 mill.
- 1904- 5 174 800 censo.
- 1910- 5 mill.
- 1911- 5 972 800 censo.
- 1920- 7 millones.
- 1921- 6 927 400 censo.
- 1930- 8,6 millones.
- 1936- 9 587 900 censo.
- 1940- 10,6 millones.
- 1946- 11 415 900 censo.
- 1950- 13,3 millones.
- 1951- 12 672 000 censo.
- 1960- 16 002 000 censo.
- 1970- 21 794 000 censo.
- 1980- 24 261 000 censo.
- 1985- 27 704 000 censo.
- 1990- 35,9 millones.
- 1991- 37 944 000 censo.
- 1996- 40 583 600 censo.
- 2000- 43,7 millones.
- 2018- 57.8 millones

Pirámide poblacional en 2011

Sudáfrica tiene once idiomas oficiales: IsiZulu 22.7 %, IsiXhosa 16 %, Afrikáans 13.5 %, el idioma inglés 9.6 %, Sepedi 9.1 %, Setswana 8 %, Sesotho 7.6 %, Xitsonga 4.5 %, siSwati 2.5 %, Tshivenda 2.4 % e isiNdebele 2.1 %.
Si bien todos los idiomas son formalmente iguales, algunos idiomas se hablan más que otros. Según el censo de 2011, los tres primeros idiomas más hablados son el zulú (22,7 %), el xhosa (16,0 %) y el afrikáans (13,5 %). A pesar del hecho de que el inglés es reconocido como el idioma del comercio y la ciencia, ocupó el cuarto lugar y fue hablado por solo el 9.6 % de los sudafricanos como primer idioma en 2011.
El país también reconoce varios idiomas no oficiales, incluidos el fanagalo, el khoe, el lobedu, el nama, el ndebele del norte, el phuthi, el san y el lenguaje de señas sudafricano. Estos idiomas no oficiales pueden usarse en ciertos usos oficiales en áreas limitadas donde se ha determinado que estos idiomas son frecuentes. Sin embargo, sus poblaciones no son tales que requieren reconocimiento a nivel nacional.
Muchos de los "idiomas no oficiales" de los pueblos san y khoikhoi contienen dialectos regionales que se extienden hacia el norte hasta Namibia y Botsuana, y en otros lugares. Estas personas, que son una población físicamente distinta de otros africanos, tienen su propia identidad cultural basada en sus sociedades de cazadores-recolectores. Han sido marginados en gran medida, y muchos de sus idiomas están en peligro de extinción.
| Rango            | Raza             | 1996       | 2001       | Cambio    | Cambio porcentual |
| ---------------- | ---------------- | ---------- | ---------- | --------- | ----------------- |
| 1                | Negros           | 31 127 631 | 35 416 166 | 4 288 535 | 12.89 %           |
| 2                | Blancos          | 4 434 697  | 4 293 640  | 141 057   | 3.23 %            |
| 3                | Coloured         | 3 600 446  | 3 994 505  | 394 059   | 10.38 %           |
| 4                | Asiáticos        | 1 045 596  | 1 115 467  | 69 871    | 6.47 %            |
| Total population | Total population | 40 583 573 | 44 819 778 | 4 236 205 | 9.92 %            |

## Demografía y tierras
El patrón para la distribución de la tierra en Sudáfrica se remonta a la época colonial. La Ley de la Tierra de Nativos de 1913 restringió la compra o renta de tierra por parte de los negros en la "Sudáfrica blanca", lo que llevó a la separación forzosa de personas negras de sus tierras ancestrales. Lo que llevó a que entrado el siglo XXI la mayoría de las granjas en el país y propiedades agrícolas pertenecen a granjeros blancos en un 72 % aunque solo conforman menos del 9 % de la población.

Densidad de población

- Datos estadísticos

Población: 55 446 824 (estimación 2017)
nota: Las estimaciones tienen en cuenta el impacto del sida en la mortalidad, las expectativas de vida, mortalidad de vida (julio de 2005 esta.)
Distribución por edades:
0-14 años: 30,3 % (niños 6 760 137; niñas 6 682 013)
15-64 años: 64,5 % (hombres 13 860 727; mujeres 14 750 496)
Más de 65 años: 5,2 % (hombres 893.360; mujeres 1 397 403) (2005 esta.)
Edad Media:
Total: 16,34 años
Masculina: 16,04 años
Femenina: 16,65 años (2005 esta.)
Tasa de crecimiento de la población:
- -0,31 % (2005 esta.)
- 0,02 % (2002 esta.)

Tasa de natalidad:
- 18,48 nacimientos/1000 habitantes (2005 esta.)
- 20,63 nacimientos/1000 habitantes (2002 esta.)

Tasa de mortalidad:
- 21,32 muertes/1000 habitantes (2005 esta.)
- 18,68 muertes/1000 habitantes (2002 esta.)

 Tasa neta de Migración: 
- -0,22 migrante(s)/1000 habitantes (2005 esta.)
- 1,56 migrante(s)/1000 habitantes (2002 esta.)

Composición por sexo:

en el nacimiento:
1,02 hombre(s)/mujeres

menos de 15 años:
1,01 hombre(s)/mujeres

15-64 años:
0,94 hombre(s)/mujeres

más de 65 años:
0,64 hombre(s)/mujeres

población total:
0,94 hombre(s)/mujeres (2005 esta.)
Tasa de mortalidad infantil :
Total: 61,81 muertos/1000 nacidos vivos
Masculina: 65,6 muertos/1000 nacidos vivos
Femenina: 57,93 muertos/1000 nacidos vivos (2005 esta.)
61,78 muertos/1000 nacidos vivos (2000 esta.)
Esperanza de vida al nacer:

población total:
43,27 años

masculina:
43,47 años

femenina:
43,06 años (2005 esta.)
Tasa total de fertilidad:
2,24 niños nacidos/mujer (2005 esta.)
2,38 niños nacidos/mujer (2002 esta.)
 sida:
- Tasa de prevalencia en adultos:21,5 % (2003 esta)
- Personas viviendo con sida: 5,3 millones (2003 esta)
- Muertos: 370.000 (2003 est)

Nacionalidad:

nombre: 
Sudafricano

adjetivo:
Sudafricano
Grupos Étnicos: (2007) Negros 79,6 %, blancos 9.2 %, "coloureds" (mestizos) 8.8 % e indios 2.4 %
Religiones: (2001)
La mayoría de la población es cristiana de diversas iglesias: Iglesia cristiana de Sion 11,1 %, Pentecostal 8,2 %, Católica 7,1 %, Metodista 6,8 %, Iglesia reformada de Holanda, calvinista presbiteriana 6,7 %, Anglicana 3,8 %. Otras iglesias africanas 36 %.
Religiones africanas 2 %. Musulmana 1,5 %. Hinduismo 1,2 %. Budismo, religiones chinas 0,1 %. Judaísmo 0,3 %. Ninguna o sin especificar 16,3 % (censo de 2001)
Idiomas:
11 lenguas oficiales: Afrikáans, inglés, ndebele, sesoto septentrional, sesotho, suazi, tsonga, setsuana, venda, xhosa y zulú.
Otros idiomas hablados incluyen dialectos san, portugués, alemán, hindi, telugú y guyaratí
Alfabetismo:
Definición: mayores de 15 que pueden leer y escribir
Población total: 86,4 %. Hombres: 87%. Mujeres: 85,7% (1970 est.)